# Christine Goitschel
Christine Béranger-Goitschel, francoska alpska smučarka, * 9. junij 1944, Sainte-Maxime, Francija.
Na Olimpijskih igrah 1964 je osvojila naslov olimpijske prvakinje v slalomu in srebrno medaljo v veleslalomu, medalji štejeta tudi za svetovno prvenstvo. V svetovnem pokalu je tekmovala dve sezoni med letoma 1967 in 1968 ter dosegla eno zmago. V skupnem seštevku svetovnega pokala se je najvišje uvrstila na 10. mesto leta 1967.
Tudi njena sestra Marielle je bila alpska smučarka.